# روبرت ساتون هارينغتون
روبرت ساتون هارينغتون (بالإنجليزية: Robert Sutton Harrington)‏ (و. 1942 – 1993 م) هو عالم فلك من الولايات المتحدة الأمريكية .
توفي عن عمر يناهز 51 عاماً.